# Aetheibidion hirtellum
Aetheibidion hirtellum là một loài bọ cánh cứng trong họ Cerambycidae.